# Vilar de Nantes
Vilar de Nantes es una freguesia portuguesa del concelho de Chaves, con 7,19 km² de superficie y 2.117 habitantes (2001). Su densidad de población es de 294,4 hab/km².